# Hôtel Couturer
L’hôtel Couturer est un hôtel particulier situé à Poitiers, dans le département français de la Vienne.

## Histoire
L'hôtel est inscrit au titre des monuments historiques le 31 décembre 1985, alors que l'escalier principal bénéficie d'un classement depuis le 24 avril 1990